# Vòng loại Giải vô địch bóng đá thế giới 1962 – Khu vực châu Phi
Vòng loại khu vực châu Phi cho Giải vô địch bóng đá thế giới 1962 có sáu đội tuyển đăng ký tham dự, tuy nhiên chỉ bốn đội thực sự thi đấu để cạnh tranh một suất tham dự vòng chung kết.

## Thể thức
Thể thức thi đấu gồm hai vòng:
- Vòng 1: Sáu đội được chia thành ba cặp đấu. Các đội thi đấu theo thể thức lượt đi – lượt về. Ba đội thắng sẽ giành quyền vào vòng tiếp theo.

- Vòng Hai: Ba đội thắng từ vòng 1 tiếp tục thi đấu vòng tròn hai lượt (lượt đi – lượt về). Đội đứng đầu bảng sẽ giành quyền tham dự trận play-off liên lục địa UEFA/CAF để tranh vé dự vòng chung kết World Cup.

## Vòng 1

### Bảng 1
Sudan và  Cộng hòa Ả Rập Thống nhất đều rút lui; bảng đấu này vì thế bị hủy bỏ.

### Bảng 2
| VT | Đội     | ST | T | H | B | BT | BB | HS | Đ | Giành quyền tham dự                                                                              |  |     |     |
| -- | ------- | -- | - | - | - | -- | -- | -- | - | ------------------------------------------------------------------------------------------------ |  | --- | --- |
| 1  | Maroc   | 2  | 1 | 0 | 1 | 3  | 3  | 0  | 2 | Các đội kết thúc vòng đấu với số điểm bằng nhau và phải thi đấu trận play-off trên sân trung lập |  | —   | 2–1 |
| 2  | Tunisia | 2  | 1 | 0 | 1 | 3  | 3  | 0  | 2 | Các đội kết thúc vòng đấu với số điểm bằng nhau và phải thi đấu trận play-off trên sân trung lập |  | 2–1 | —   |

| Maroc                          | 2–1      | Tunisia    |
| ------------------------------ | -------- | ---------- |
| Khalfi 33' · Azhar 60' (ph.đ.) | Chi tiết | Meddeb 43' |

| Tunisia                    | 2–1      | Maroc      |
| -------------------------- | -------- | ---------- |
| Chetali 47' · Tlemçani 60' | Chi tiết | Chicha 64' |

#### Play-off
| Maroc     | 1–1 (s.h.p.) Morocco won on coin toss | Tunisia    |
| --------- | ------------------------------------- | ---------- |
| Azhar 36' | Chi tiết                              | Kerrit 89' |

### Bảng 3
| VT | Đội     | ST | T | H | B | BT | BB | HS | Đ | Giành quyền tham dự    |  |     |     |
| -- | ------- | -- | - | - | - | -- | -- | -- | - | ---------------------- |  | --- | --- |
| 1  | Ghana   | 2  | 1 | 1 | 0 | 6  | 3  | +3 | 3 | Giành quyền vào Vòng 2 |  | —   | 4–1 |
| 2  | Nigeria | 2  | 0 | 1 | 1 | 3  | 6  | −3 | 1 |                        |  | 2–2 | —   |

| Ghana                                            | 4–1      | Nigeria    |
| ------------------------------------------------ | -------- | ---------- |
| Acquah 18' · Boateng 44' · Fynn 54' · Salisu 55' | Chi tiết | Fayemi 50' |

| Nigeria                          | 2–2      | Ghana           |
| -------------------------------- | -------- | --------------- |
| Emenako 28' · Fayemi 75' (ph.đ.) | Chi tiết | Acquah 14', 83' |

## Vòng 2
| VT | Đội   | ST | T | H | B | BT | BB | HS | Đ | Giành quyền tham dự                    |  |     |     |
| -- | ----- | -- | - | - | - | -- | -- | -- | - | -------------------------------------- |  | --- | --- |
| 1  | Maroc | 2  | 1 | 1 | 0 | 1  | 0  | +1 | 3 | Giành quyền vào trận play-off CAF–UEFA |  | —   | 1–0 |
| 2  | Ghana | 2  | 0 | 1 | 1 | 0  | 1  | −1 | 1 |                                        |  | 0–0 | —   |

| Ghana | 0–0      | Maroc |
| ----- | -------- | ----- |
|       | Chi tiết |       |

| Maroc      | 1–0      | Ghana |
| ---------- | -------- | ----- |
| Khalfi 37' | Chi tiết |       |

## Play-off liên lục địa
| Đội 1       | TTS | Đội 2 | Lượt đi | Lượt về |
| ----------- | --- | ----- | ------- | ------- |
| Tây Ban Nha | 4–2 | Maroc | 3–2     | 1–0     |

Tây Ban Nha thắng với tổng tỷ số 4–2 và giành quyền tham dự Giải vô địch bóng đá thế giới 1962.

## Cầu thủ ghi bàn
Đã có 18 bàn thắng ghi được trong 7 trận đấu, trung bình 2.57 bàn thắng mỗi trận đấu.
3 bàn thắng
- Edward Acquah

2 bàn thắng
- Abdallah Azhar
- Mohamed Khalfi
- Dejo Fayemi

1 bàn thắng
- Edward Boateng
- Edward Aggrey-Fynn
- Mohamadu Salisu
- Lahcen Chicha
- Godwin Emenako
- Abdelmajid Chetali
- Brahim Kerrit
- Rached Meddeb
- Abdelmajid Tlemçani